# Meeting Internacional Primavera en Santiago

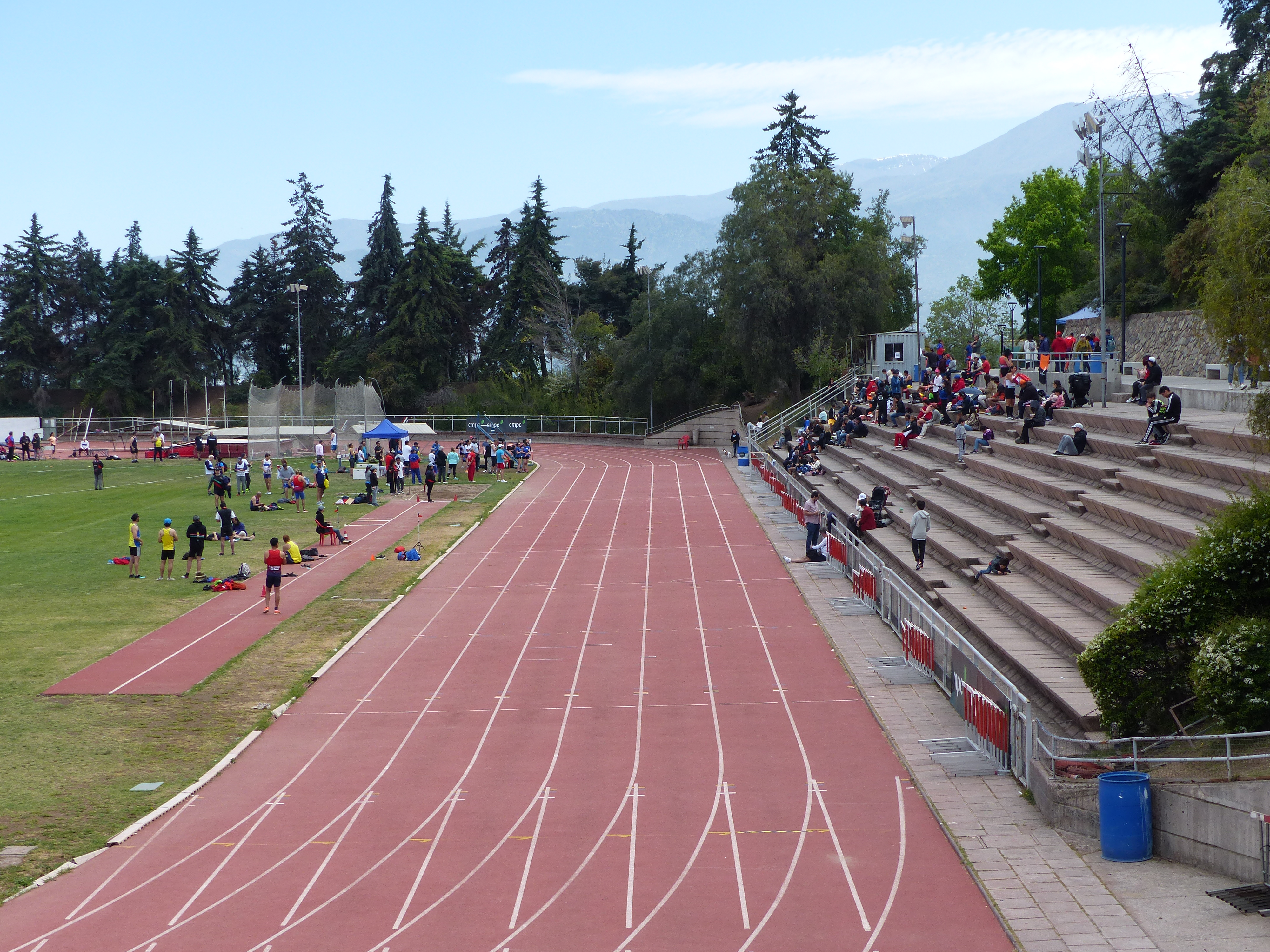
Pista Eliana Gaete Lazo en San Carlos de Apoquindo.

El Meeting Internacional Primavera en Santiago es un torneo de atletismo organizado por el Club Deportivo Universidad Católica. En el certamen compiten prestigiosos atletas del continente americano.
El torneo ha servido como escenario para cumplir con las marcas de otros grandes desafíos, como por ejemplo los Juegos Panamericanos de 2023. En esa temporada, destacaron en el torneo deportistas como Enrique Polanco, Joaquín Ballivián, Poulette Cardoch, Violeta Arnaiz e Ivana Gallardo.

## Hitos
En la edición 2023 del Meeting Primavera en Santiago, el velocista Benjamín Aravena batió el récord Sub-20 de Chile en 100 metros planos, con un registro de 10.50.